# Bioagresseur
Les bioagresseurs, appelés aussi « ennemis des cultures », sont des organismes vivants qui attaquent les plantes cultivées et sont susceptibles de causer des pertes économiques. Cette notion, qui correspond à celle de pest en langue anglaise, s'oppose à celle d'auxiliaire des cultures, organismes vivants qui contribuent à limiter l'action des bioagresseurs.
Ces organismes nuisibles aux végétaux comprennent l'ensemble des ennemis des cultures et se répartissent en trois grandes familles : les agents phytopathogènes (champignons, bactéries, virus principalement), cause des maladies des plantes, les ravageurs animaux (prédateurs ou parasites des plantes) et les adventices (« mauvaises herbes ») qui concurrencent les plantes cultivées.
Les bioagresseurs causent des dégâts qui sont les symptômes observables sur les plantes (nécroses, flétrissement, morsures…). Ces dégâts peuvent entraîner des dommages qui sont des pertes quantitatives ou une modification qualitative de la récolte. Les dommages de récolte se traduisent généralement par des pertes économiques. Dans certains cas, les dégâts observés n'entraînent par de dommages. Une augmentation des dommages de récolte n'entraîne pas systématiquement une augmentation des pertes économiques, notamment si les économies liées à la diminution de la lutte contre le bioagresseur sont plus importantes que les pertes économiques. Dans certains cas très limités, l'action de l'agresseur peut même augmenter la valeur de la récolte (cas de la tulipomanie, du charbon du maïs…).

## Types de bioagresseurs
Les agents pathogènes les plus fréquents et les plus nombreux se développent activement sur et dans les tissus des plantes, parfois dans leurs vaisseaux, les obstruant à terme (notion de bioagresseurs vasculaires). Ils sont responsables de maladies cryptogamiques (mildious, oïdiums, rouilles, cloques, tavelures, etc.). Les bactéries phytopathogènes provoquent, entre autres, chancres, pourriture molles, lésions humides puis nécrotiques, galles. Les phytovirus sont responsables d'attaques qui se manifestent par des symptômes tels que des mosaïques, des marbrures, des fasciations, des jaunissements, des déformations ou des lésions nécrotiques diverses.

## Gestion des bioagresseurs
L'objectif de la gestion des bioagresseurs est de limiter les pertes économiques causées par ces organismes, ce qui peut inclure, mais pas systématiquement, la limitation des dégâts observés et la limitation des dommages de récolte.
La gestion des bioagresseurs fait appel à plusieurs types de techniques. Les techniques de contrôle ont un but prophylactique. Elles incluent la lutte culturale, qui vise à modifier le système de culture, et la lutte génétique qui consiste dans le choix de variétés résistantes ou tolérantes aux bioagresseurs. Les techniques de lutte ont un but curatif et visent à limiter les dégâts quand les bioagresseurs sont présents dans la parcelle. On distingue la lutte chimique, par l'usage des pesticides, la lutte biologique, par l'usage d'organismes vivants, naturellement présents ou introduits dans l'agroécosystème, et la lutte physique, qui inclut toutes les techniques mécaniques (comme le désherbage mécanique), pneumatiques, thermiques (comme le désherbage thermique et la solarisation) et électromagnétiques (comme la clôture électrique).
Les méthodes de contrôle et de lutte peuvent intervenir à différentes étapes des cycles de la culture et des bioagresseurs. Des méthodes peuvent être utilisées pour agir sur le stock initial de bioagresseurs. Les stratégies d'évitement consistent à éviter la concordance dans le temps des bioagresseurs et des phases de la culture sensibles à leur action. Les stratégies d'atténuation en culture ont pour but de limiter les dégâts pendant la période de contact entre culture et bioagresseurs. Enfin, les solutions de rattrapage visent à limiter l'abondance des bioagresseurs par l'application des méthodes de lutte, et sont appliquées après toutes les autres stratégies.